# Lakatos Ferenc Bimbi
Lakatos Ferenc Bimbi (1983. július 29. – ) Budapesten született. A lovári cigány népcsoporton belül a  nonestyo, nemes, kiemelkedő nemzetének a tagja. A cigányságban tekintélyes személyek voltak a felmenői is, akik a Romani krisit képviselték. Jelenleg Magyarországon a legfiatalabb cigánybírói tisztséget betöltő személy.

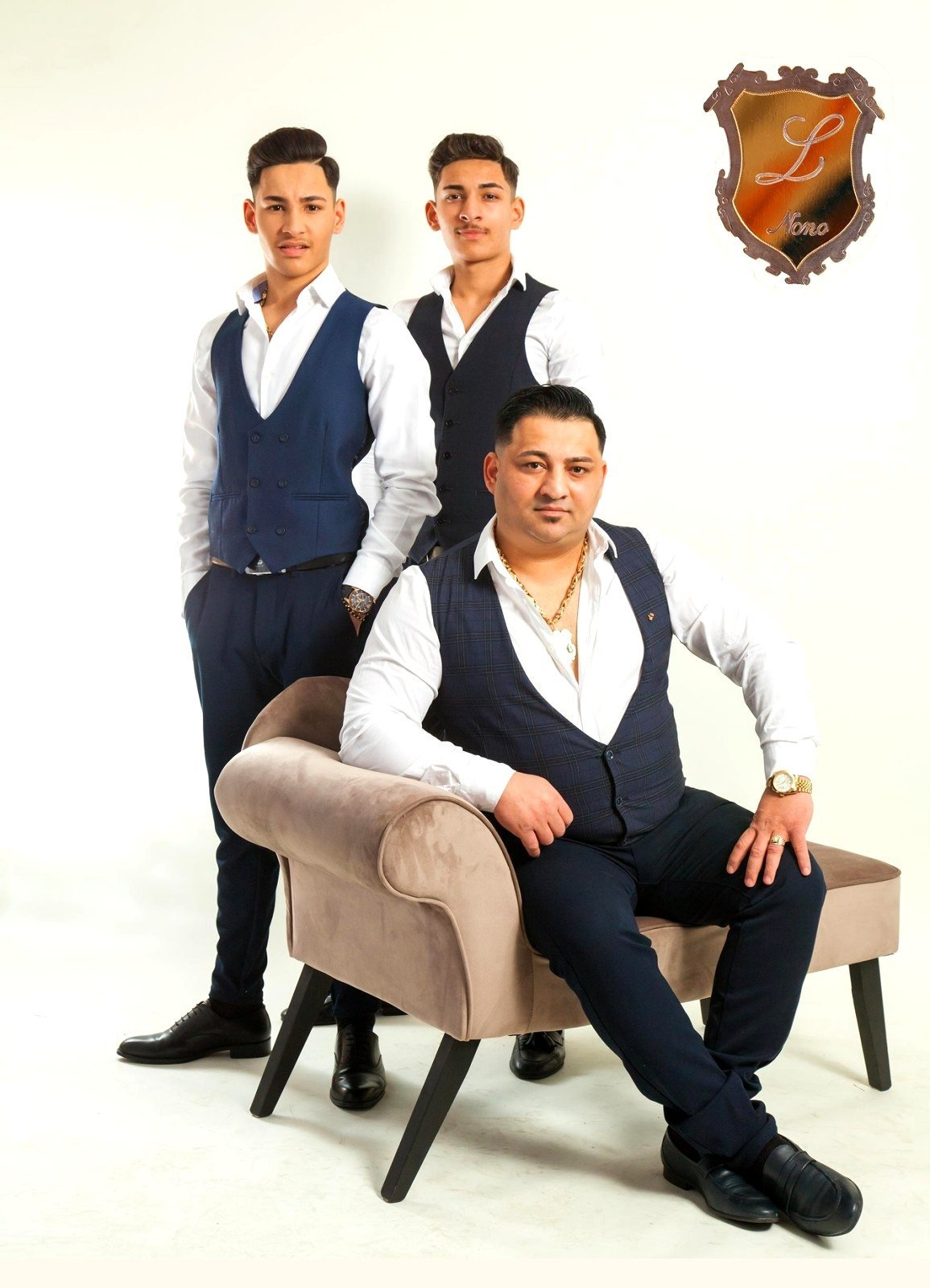
Lakatos Ferenc Bimbi gyermekeivel – Nonestyo férfiak

.

### Életrajz
Édesapja Lakatos Ferenc (Másár Feri) lókereskedőként dolgozott a születése idején - ma vállalkozóként tevékenykedik -, édesanyja Makula Anna. Testvérei Lakatos István, Lakatos Borbála, Lakatos Anikó, Lakatos Zsófia, Lakatos Patrícia. Első szülöttként érkezett a családba. Iskoláját Ócsán és Budapesten végezte. A cigány hagyományokat tiszteletben tartja és ápolja, valamint a felmenői által a cigánybírói tisztséget viszi tovább. 2019-től már a magyarországi vezető cigánybírókkal végezett érdemi munkát.

### Célkitűzése
A cigány hagyományok megőrzése mellett a nonestyo nemzet értékeinek és kultúrájának megőrzése, a nemzettségének múltjának írásos, rögzített emlékeinek felkutatása. A nemzettudat kialakításának ápolását kiemelkedő jelentőségűnek tartja a családjában és az egész világon. A kapcsolódás nyelve a lovári nyelv, amelyen a más országok területén élő nemzettség vezetőivel, bíráival tartják a kapcsolatot.